# Scutul rostral

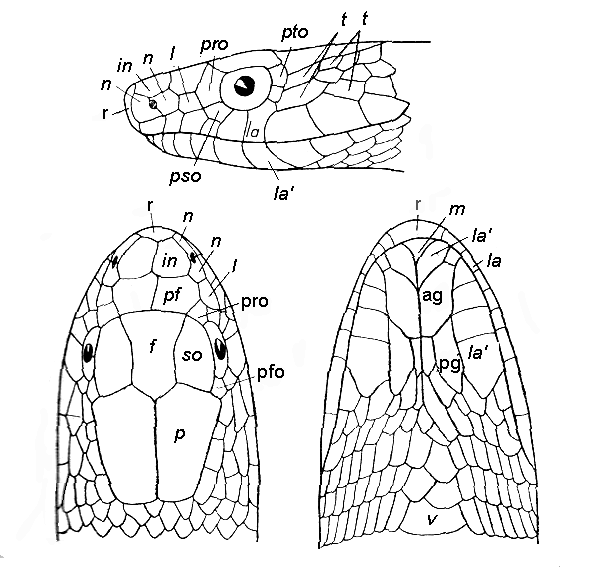
Terminologia scuturilor capului la șarpele Coluber ventromaculatus (după Malcolm A. Smith, 1943). Sus – aspect lateral, jos, în stânga – aspect dorsal, jos, în dreapta - aspect ventral
ag – Inframaxilar anterior,
f – Frontal,
in – Internazal,
l – Loreal,
la – Supralabial,
la' – Sublabial,
m – Mental,
n – Nazal,
p – Parietal,
pf – Prefrontal,
pg – Inframaxilar posterior,
pro – Preocular,
pso – Subocular,
pto – Postocular,
r – Rostral,
so – Supraocular,
t – Temporal,
v – Primul ventral

Scutul rostral (Scutum rostrale) sau rostralul este un solz median impar la șerpi, mai mult sau mai puțin vizibil când privim capul de sus, situat în partea anterioară a botului, formând în parte, marginea anterioară a gurii. Rotunjit la majoritatea speciilor, rostralul poate fi ascuțit (la genurile Prosymna, Rhamphiophis sau Scaphiophis) sau în formă de scut ca la genul Lytorhynchus. Cu excepția tiflopidelor și leptotiflopidelor, toți șerpii au la marginea inferioară a rostralului o mică scobitură centrală prin care limba, organul olfactiv al șerpilor,  poate fi scoasă afară când gura este închisă; la Hydrophiidae există două asemenea scobituri prin care trec numai cele două extremități ale limbii bifide. La Viperidae, există adesea mai multe rostrale de talie mică. În spatele rostralului se află  2 scuturi internazale, iar îndărătul acestora 2 scuturi prefrontale.